# Office national du tourisme de Guinée
L'Office national du tourisme de Guinée (ONT Guinée), créé le 5 mai 1997, est un établissement public guinéen. Il a pour mission de promouvoir et de commercialiser la Guinée en tant que destination touristique aussi bien au niveau national qu'international.

## Historique
Créer le 5 mai 1997 sous la deuxième république, en tant qu'établissement public à caractère industriel et commercial (EPIC), a connu un changement significatif en juin 2022.
Par le biais d'un décret diffusé à la télévision nationale, le président colonel Mamady Doumbouya a érigé l'office national du tourisme (ONT) en une société publique anonyme (SA) munie d'un conseil d'administration, lui octroyant ainsi une personnalité juridique, une autonomie financière et de gestion. Désormais, l'ONT Guinée SA est placée sous la supervision technique du ministère chargé du Tourisme et sous la supervision financière du ministère chargé des Finances. Cette réorganisation vise à améliorer la capacité de l'organisme à promouvoir et à développer le secteur touristique du pays de manière plus efficace et autonome,,.
En octobre 2022, l'ONT lance de la première édition de la saison touristique en Guinée sur les Îles de Loos puis en mai 2023, la première version du guide touristique de la Guinée intitulé la Guinée des merveilles.
L'artiste Grand P et le footballeur jongleur Iya Traoré sont porte comme ambassadeur de la culture guinéenne sous la direction de Kade Camara.

### Objectif
L'Office National du Tourisme a pour objet de :
- mettre en œuvre la politique du gouvernement en matière de promotion du tourisme en république de Guinée ;
- participer au développement du tourisme conformément à la Loi relative au Fonds de Promotion et de Développement du Tourisme (FPDT) ;
- participer au recensement, à l’aménagement et à la construction des sites et infrastructures touristiques ;
- exploiter les infrastructures touristiques ;
- assurer la gestion, la promotion et la vente du produit touristique ;
- gérer le parc hôtelier placé dans le portefeuille de l’État.

### Direction Général
| N° | Portrait | Nom et prénoms           | Debut | Fin      |
| -- | -------- | ------------------------ | ----- | -------- |
| 01 |          | Ibrahima Diallo          | 1997  | 2008     |
| 02 |          | Ibrahima Kilé Sow        | 2008  | 2013     |
| 03 |          | Laye Mamady Junior Condé | 2013  | 2021     |
| 04 |          | Kade Camara              | 2022  | En cours |

## Différentes campagnes

### Niveau nationale

#### Saison touristique
La première édition de la saison touristique en Guinée est organisée sur les Îles de Loos en octobre 2022.
La deuxième édition a lieu du 27 au 29 novembre 2023 à Kindia.

### Niveau international
Du 26 au 28 juillet 2023, Kade Camara participe à la 66e réunion de la Commission Afrique de l'Organisation Mondiale du Tourisme World Tourism Organization (UNWTO) à l'Île Maurice et du 3 au 5 octobre au salon IFTM top resa de Paris.

## Galerie

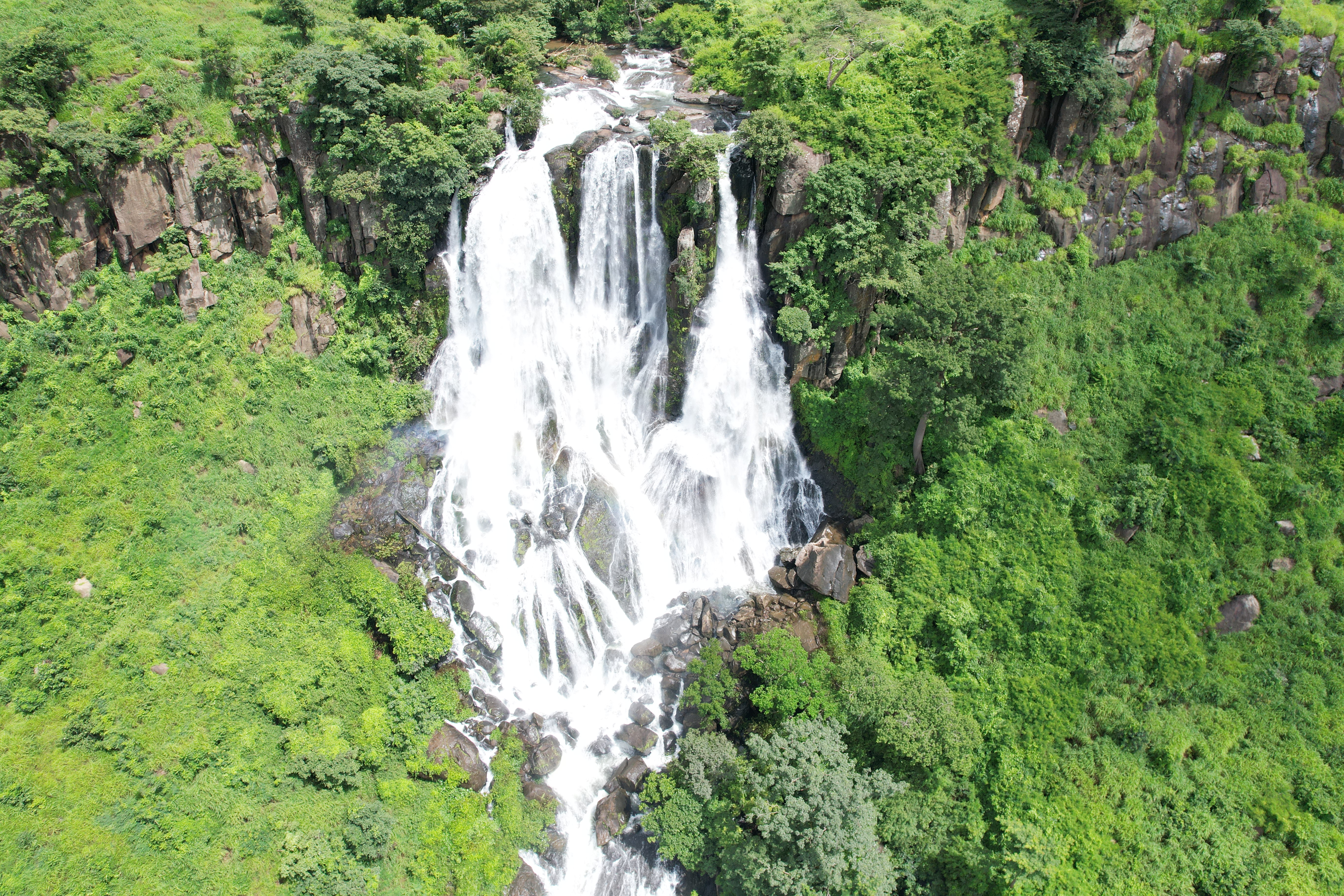
Chute de Tabouna en 2022